# Rolf Edberg
Rolf Arne Edberg (* 29. září 1950 ve Stockholmu) je bývalý švédský hokejový útočník.

## Hráčská kariéra
Svou hokejovou kariéru začal v rodném městě v týmu Hammarby IF Stockholm, kde debutoval v druhé nejvyšší lize Division 2 v sezóně 1966/67 a v následujícím ročníku se podařilo týmu postoupit do nejvyšší ligy Division 1 kde rovněž debutoval. S týmem se neudrželi v nejvyšší lize a sestoupili zpět do Division 2, kde s mateřským týmem odehrál poslední sezónu v Division 1. V letech 1970 až 1978 hrával za tým AIK Solna, který hrál v Division 1 a později od nového ročníku 1975/76 v lize Elitserien. S AIK Solna v sezóně 1977/78 postoupil do playoff kde dokráčeli až do finále ale prohráli 1:2 na zápasy s týmem Skellefteå AIK. Za tento úspěch s 19 body z toho sedm gólů za 29 odehraných zápasů byl zvolen do All-Star Team a vyhrál Guldpucken jako nejlepší švédský hráč roku.
10. června 1978 podepsal smlouvu na tři roky s týmem Washington Capitals jako volný hráč. V následujících třech sezónách v National Hockey League zaznamenal za 184 odehraných zápasů 103 bodů z toho 45 gólů. Poté se vrátil do Švédska do bývalého klubu AIK Solna v 1981/82 období, a hned po jeho návratu se stal s týmem mistr v Elitserien. V posledních dvou sezónách 1983/85 se vrátil do mateřského týmu Hammarby IF Stockholm, kterému pomohl k postupu do Elitserien v sezoně 1984/85 v Elitserien odehrál poslední ročník. Poté ukončil svou kariéru ve věku 34 let.

## Ocenění a úspěchy
- 1968 Postup s týmem Hammarby IF Stockholm do Division 1
- 1978 SEL – Guldpucken

## Prvenství
- Debut v NHL – 11. října 1978 (Los Angeles Kings proti Washington Capitals)
- První asistence v NHL – 13. října 1978 (Atlanta Flames proti Washington Capitals)
- První gól v NHL – 1. listopadu 1978 (Washington Capitals proti Pittsburgh Penguins)

## Klubové statistiky
| Sezóna       | Klub                  | Soutěž       |     | Základní část | Základní část | Základní část | Základní část | Základní část |    | Play off | Play off | Play off | Play off | Play off |
| Sezóna       | Klub                  | Soutěž       | Z   | G             | A             | B             | TM            | Z             | G  | A        | B        | TM       |          |          |
| 1966/1967    | Hammarby IF Stockholm | Div.2        | 22  | 10            | 6             | 16            |               | —             | —  | —        | —        | —        |          |          |
| 1967/1968    | Hammarby IF Stockholm | Div.2        |     |               |               |               |               | —             | —  | —        | —        | —        |          |          |
| 1968/1969    | Hammarby IF Stockholm | Div.1        | 20  | 7             | 5             | 12            |               | —             | —  | —        | —        | —        |          |          |
| 1969/1970    | Hammarby IF Stockholm | Div.2        |     |               |               |               |               | —             | —  | —        | —        | —        |          |          |
| 1970/1971    | AIK Solna             | Div.1        | 14  | 9             | 9             | 18            | 10            | 14            | 8  | 4        | 12       | 14       |          |          |
| 1971/1972    | AIK Solna             | Div.1        | 14  | 6             | 9             | 15            | 8             | 14            | 3  | 4        | 7        | 14       |          |          |
| 1972/1973    | AIK Solna             | Div.1        | 12  | 5             | 2             | 7             | 8             | 13            | 5  | 3        | 8        | 10       |          |          |
| 1973/1974    | AIK Solna             | Div.1        | 14  | 8             | 6             | 14            | 4             | 20            | 11 | 10       | 21       | 18       |          |          |
| 1974/1975    | AIK Solna             | Div.1        | 30  | 17            | 15            | 32            | 18            | —             | —  | —        | —        | —        |          |          |
| 1975/1976    | AIK Solna             | SEL          | 36  | 14            | 13            | 27            | 31            | —             | —  | —        | —        | —        |          |          |
| 1976/1977    | AIK Solna             | SEL          | 35  | 11            | 14            | 25            | 30            | —             | —  | —        | —        | —        |          |          |
| 1977/1978    | AIK Solna             | SEL          | 23  | 5             | 9             | 14            | 14            | 5             | 2  | 3        | 5        | 4        |          |          |
| 1978/1979    | Washington Capitals   | NHL          | 76  | 14            | 27            | 41            | 6             | —             | —  | —        | —        | —        |          |          |
| 1979/1980    | Washington Capitals   | NHL          | 63  | 23            | 23            | 46            | 12            | —             | —  | —        | —        | —        |          |          |
| 1980/1981    | Washington Capitals   | NHL          | 45  | 8             | 8             | 16            | 6             | —             | —  | —        | —        | —        |          |          |
| 1981/1982    | AIK Solna             | SEL          | 29  | 16            | 11            | 27            | 34            | 7             | 2  | 0        | 2        | 2        |          |          |
| 1982/1983    | AIK Solna             | SEL          | 29  | 9             | 15            | 24            | 6             | 3             | 1  | 1        | 2        | 2        |          |          |
| 1983/1984    | Hammarby IF Stockholm | Hall         | 29  | 14            | 18            | 32            | 12            | 12            | 5  | 10       | 15       | —        |          |          |
| 1984/1985    | Hammarby IF Stockholm | SEL          | 20  | 8             | 4             | 12            | 14            | —             | —  | —        | —        | —        |          |          |
| Celkem v NHL | Celkem v NHL          | Celkem v NHL | 184 | 45            | 58            | 103           | 24            | —             | —  | —        | —        | —        |          |          |
| Celkem v SEL | Celkem v SEL          | Celkem v SEL | 172 | 62            | 64            | 126           | 129           | 16            | 5  | 4        | 9        | 8        |          |          |

## Reprezentace
| Rok                       | Tým                       | Soutěž                    | Z  | G  | A  | B  | TM |
| ------------------------- | ------------------------- | ------------------------- | -- | -- | -- | -- | -- |
| 1968                      | Švédsko 19                | MEJ-19                    | 5  | 4  | 1  | 5  | 2  |
| 1977                      | Švédsko                   | MS                        | 10 | 5  | 3  | 8  | 2  |
| 1978                      | Švédsko                   | MS                        | 10 | 8  | 7  | 15 | 4  |
| 1979                      | Švédsko                   | MS                        | 6  | 4  | 3  | 7  | 2  |
| Juniorská kariéra celkově | Juniorská kariéra celkově | Juniorská kariéra celkově | 5  | 4  | 1  | 5  | 2  |
| Seniorská kariéra celkově | Seniorská kariéra celkově | Seniorská kariéra celkově | 26 | 17 | 13 | 30 | 8  |